# Medien in Bhutan
Medien in Bhutan nach westlichen Vorbild begannen sich mit  den Reformen seit den 1960er Jahren herauszubilden und wurden zunächst von der Regierung betrieben. Das Leitbild unabhängiger Medien als Mitwirkende beim Aufbau einer moderneren Gesellschaft setzte sich ab Mitte der 1980er Jahre mehr und mehr durch. Seitdem entwickelt sich eine immer reichhaltigere Medienlandschaft. Im Jahr 1999 nahm der erste Fernsehsender seinen Betrieb auf, Bhutan ist damit das letzte Land der Erde, in das dieses Medium Einzug gehalten hat. Seit 2004 sind Mobiltelefone erlaubt.
Am 21. Februar 2010 wurde durch einen Erlass des Königs Jigme Khesar Namgyel Wangchuck die Bhutan Media Foundation, BMF, gegründet mit dem Ziel, das Heranwachsen starker und verantwortungsbewusster Medien zu fördern. Die BMF soll eine gesunde Entwicklung der Massenmedien unterstützen, so dass diese im Interesse einer weiteren Demokratisierung des Landes in der Lage sind, ihre wichtige Rolle beim sozialen, wirtschaftlichen und politischen Aufbau auszufüllen.

## Pressefreiheit
Seit 2002 veröffentlicht die international tätige Nichtregierungsorganisation Reporter ohne Grenzen ihre weltweite Rangliste der Pressefreiheit. 2002 und 2003 wurde Bhutan zusammen mit Nordkorea und China zu den fünf Ländern mit den schlimmsten Verstößen gegen die Pressefreiheit gerechnet. Durch die Einführung privater Medien 2006 und einer parlamentarischen Regierungsform 2008 konnte sich Bhutan 2010 bis auf den 64. Platz verbessern, fiel aber zwischenzeitlich wieder bis auf Rang 104 im Jahr 2015 zurück.
Stand 2017 nimmt Bhutan mit der Bewertung „erkennbare Probleme“ Platz 84 ein. Zwar garantiert die Verfassung Meinungs- und Pressefreiheit, bemängelt wird jedoch, dass Kritik am König gesetzlich verboten und Äußerungen, die die Ehre der Nation verletzen könnten, nicht erlaubt sind. Viele Journalisten sehen sich so zur Selbstzensur veranlasst. Zudem sind die privaten Medien aufgrund der wirtschaftlichen Lage auf Einnahmen aus staatlichen Anzeigen angewiesen.

## Printmedien
Zu den Printmedien gehören folgende 12 Zeitungen und 6 Zeitschriften.

### Zeitungen
Englischsprachige Zeitungen
- Kuensel wurde 1965 als internes Regierungsmitteilungsblatt gegründet, 1986 in eine Zeitung umgewandelt, die 1992 von der Regierung abgekoppelt wurde. Seit dem 27. April 2009 erscheint Kuensel sechsmal wöchentlich montags bis samstags und deckt eine große Auswahl von Themen ab.
- Bhutan Times startete am 30. April 2006 und erscheint wöchentlich jeweils am Sonntag. Sie deckt eine breite Mischung regionaler, nationaler und internationaler Nachrichten und Reportagen ab. Die Zeitung ist eine Kapitalgesellschaft, die von 289 Anteilseignern und Förderern gehalten wird.
- Bhutan Observer startete am 2. Juni 2006 als erste nicht-staatliche, zweisprachige Zeitung, die hauptsächlich Nachrichten aus dem ländlichen Raum und gesellschaftliche Themen abdeckt.
- Bhutan Today startete am 30. Oktober 2008 und erscheint zweimal wöchentlich jeweils am Donnerstag und Sonntag und deckt alle Themen an die im weitesten Sinne von nationalen Interessen sind.
- Business Bhutan, gestartet am 26. September 2009, ist Bhutans erste Wirtschaftszeitung mit Beiträgen zu Geschäften und Finanzen. Die Zeitung erscheint wöchentlich am Samstag.
- The Journalist erscheint seit dem 20. Dezember 2009 immer sonntags als Wochenzeitung, die eine große Auswahl landläufiger Themen abdeckt.
- Bhutan Youth veröffentlichte ihre erste Ausgabe am 7. Mai 2011. Sie ist die erste Jugendzeitung Bhutans mit einer 24-seitigen Ausgabe, die wöchentlich am Sonntag erscheint. Die Zeitung ist zweisprachig, wobei mehr Artikel auf Englisch als auf Dzongkha geschrieben sind.
- The Bhutanese wurde am 21. Februar 2012 als zweimal wöchentlich jeweils mittwochs und samstags erscheinende Zeitung gestartet. Der Schwerpunkt des Blatts liegt auf mutigen und investigativen Reportagen zu politischen, wirtschaftlichen und sozialen Themen, die Fehlverhalten aufdecken und Rechenschaft einfordern.

Dzongkha-Zeitungen
- Druk Neytshuel wurde am 29. August 2010 aus der Taufe gehoben und ist Bhutans erste Zeitung die nur in Dzongkha erscheint. Druk Neytshuel ist eine sonntäglich erscheinende Wochenzeitung mit landesweiter Verbreitung, die die Sparten Geschichte, Kultur, Sport, wirtschaftliche und soziale Entwicklungen, Unterhaltung und Religion abdeckt.
- Druk Yoedzer startete am 19. Februar 2011 als landesweite, samstags erscheinende Wochenzeitung. Sie deckt nationale und lokale Nachrichten ab, die von Wirtschaft, Feuilleton, Unterhaltung, Bräuche und Religion bis Sport und Astrologie reichen.
- Gyalchi Sarshog wurde am 12. November 2011 eingeführt und erscheint wöchentlich am Samstag. Ziel der Zeitung ist es nationale und internationale Nachrichten unter die Leute zu bringen, die nur Dzongkha lesen können. Sie bietet Nachrichten und Reportagen zu Kultur, Religion, Astrologie, Unterhaltung, Wirtschaft und Sport.
- Druk Melong startete am 20. Mai 2012 als sonntags erscheinende Wochenzeitung. Thematisch deckt sie Politik, nationale und internationale Nachrichten, Gesetz und Kriminalität, offene Aussprachen, Gesundheit, Bildung, Jugend, Unterhaltung sowie lokale Nachrichten aus den Dzongkhags und Gewogs ab.

### Zeitschriften
Es gibt Zeitschriften verschiedener Ausprägung:
- Druk Trowa, gestartet im September 2009, ist das erste Film- und Unterhaltungsmagazin des Landes. In seinen vierteljährlichen Ausgaben behandelt es hauptsächlich Nachrichten und Informationen mit Bezug zur Filmindustrie.
- Yeewong ist Bhutans erste und bislang einzige Frauenzeitschrift, die am 1. Oktober 2009 startete. Sie richtet sich vor allem an Frauen in Bhutan und erscheint dreimal im Jahr.
- Student Digest wurde im Oktober 2010 gestartet und ist ein vierteljährlich erscheinende Bildungszeitschrift, die landesweit an die Schulen verteilt wird.
- Bhutan Timeout erscheint seit dem 11. April 2012 vierteljährlich und deckt Nachrichten zu den Themen Reisen, Gastfreundschaft und Unterhaltung ab.
- The Raven ist seit 2012 Bhutans einziges monatliches Magazin zu Gesellschafts-, Kultur-, Kunst und politischen Themen. The Raven ist Bhutans erste Publikation auf Hochglanzpapier.
- The Voyager startete im 9. August 2013. Das vierteljährliche Magazin, das Bhutan als Reiseziel anpreist und Tourismus-Informationen bietet, wird im In- und Ausland vertrieben.

## Rundfunk
Rundfunk ist das effektivste Medium in Bhutan und erreicht mit Abstand das größte Publikum. Ab November 1973 betrieb eine Gruppe Freiwilliger der National Youth Association of Bhutan die erste Sendestation des Landes, Radio NYAB mit einem 30-minütigen Nachrichten- und Musik-Programm, das nur sonntags ausgestrahlt wurde. 1986 wurde Radio NYAB umbenannt in Bhutan Broadcasting Service und das Programm auf drei Stunden täglich ausgeweitet. Stand 2012 wird BBS Radio rund um die Uhr ausgestrahlt und ist landesweit empfangbar. Neben dem öffentlich-rechtlichen Sender BBS Radio haben sich in jüngerer Zeit fünf Privatsender etabliert:
Kuzoo FM (2006),
Radio Valley (2007),
Centennial Radio(2008),
Radio Wave (2010),
Yiga FM (2013).
Nur Kuzoo FM ist überregional in 18 von insgesamt 20 Dzongkhags (Distrikten) empfangbar. Das Empfangsgebiet der übrigen Sender ist bisher auf den Großraum um die Hauptstadt Thimphu beschränkt.

## Fernsehen
Erst kurz vor der Jahrtausendwende wurde in Bhutan Fernsehen eingeführt. Der Fernsehsender des Bhutan Broadcasting Service, BBS TV, der am 2. Juni 1999 den Betrieb aufnahm, ist der einzige Sender der auf lokale Nachrichten und Programme innerhalb Bhutans ausgerichtet ist. Im Februar 2006 startete der BBS sein Satellitenfernsehangebot, das in beinahe 40 asiatischen Ländern von der Türkei im Westen bis Indonesien in Südostasien empfangen werden kann. Kabelfernsehdienste sind inzwischen in 19 Dzongkhags verfügbar und bieten ungefähr 40 verschiedene Kanäle an.

## Filmindustrie
Die Film Association of Bhutan, FAB, wurde am 9. September 1999 gegründet. Ihr Ziel ist es, die Professionalisierung der heimischen Filmschaffenden voranzubringen, die Kultur und die Traditionen Bhutans durch Dokumentar- und Spielfilm zu fördern und die Filmbranche Bhutans sowohl national als auch international bekannt zu machen.

## Internet und Soziale Medien
Seit 1999 ist Bhutan an das weltweite Internet angeschlossen. Landesweit gibt es ein Internetangebot über den Mobilnetzanbieter Bhutan Telecom. 2016 nutzten 36,9 % der Bevölkerung das Internet.